# Linckia
Linckia è un genere di stelle marine della famiglia Ophidiasteridae.

## Specie
- Linckia bouvieri Perrier, 1875
- Linckia columbiae Gray, 1840
- Linckia gracilis Liao, 1985
- Linckia guildingi Gray, 1840
- Linckia kuhli von Martens, 1866
- Linckia laevigata (Linnaeus, 1758)
- Linckia multifora (Lamarck, 1816)
- Linckia nodosa Perrier, 1875
- Linckia tyloplax H.L. Clark, 1914

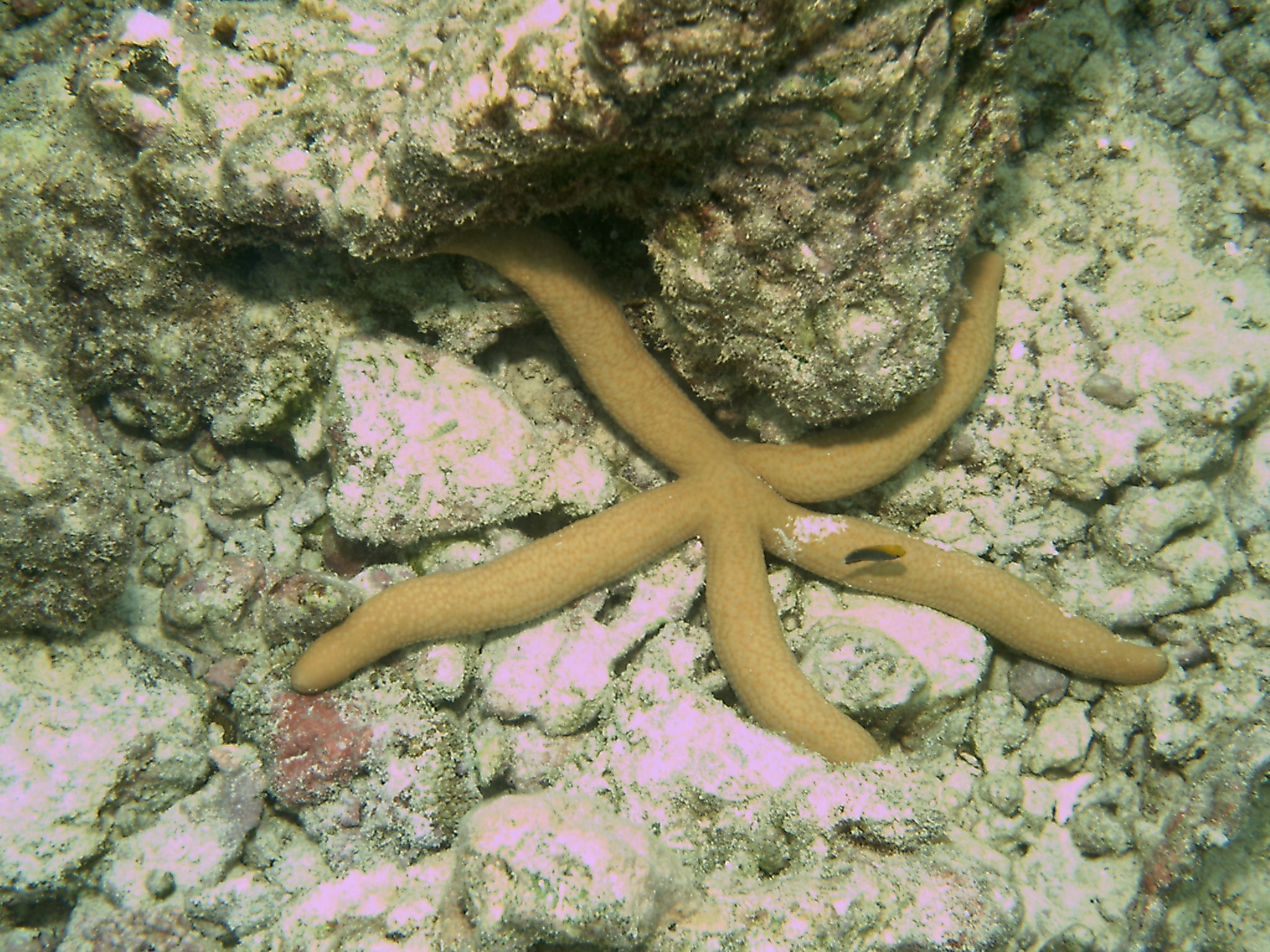
Linckia guildingi
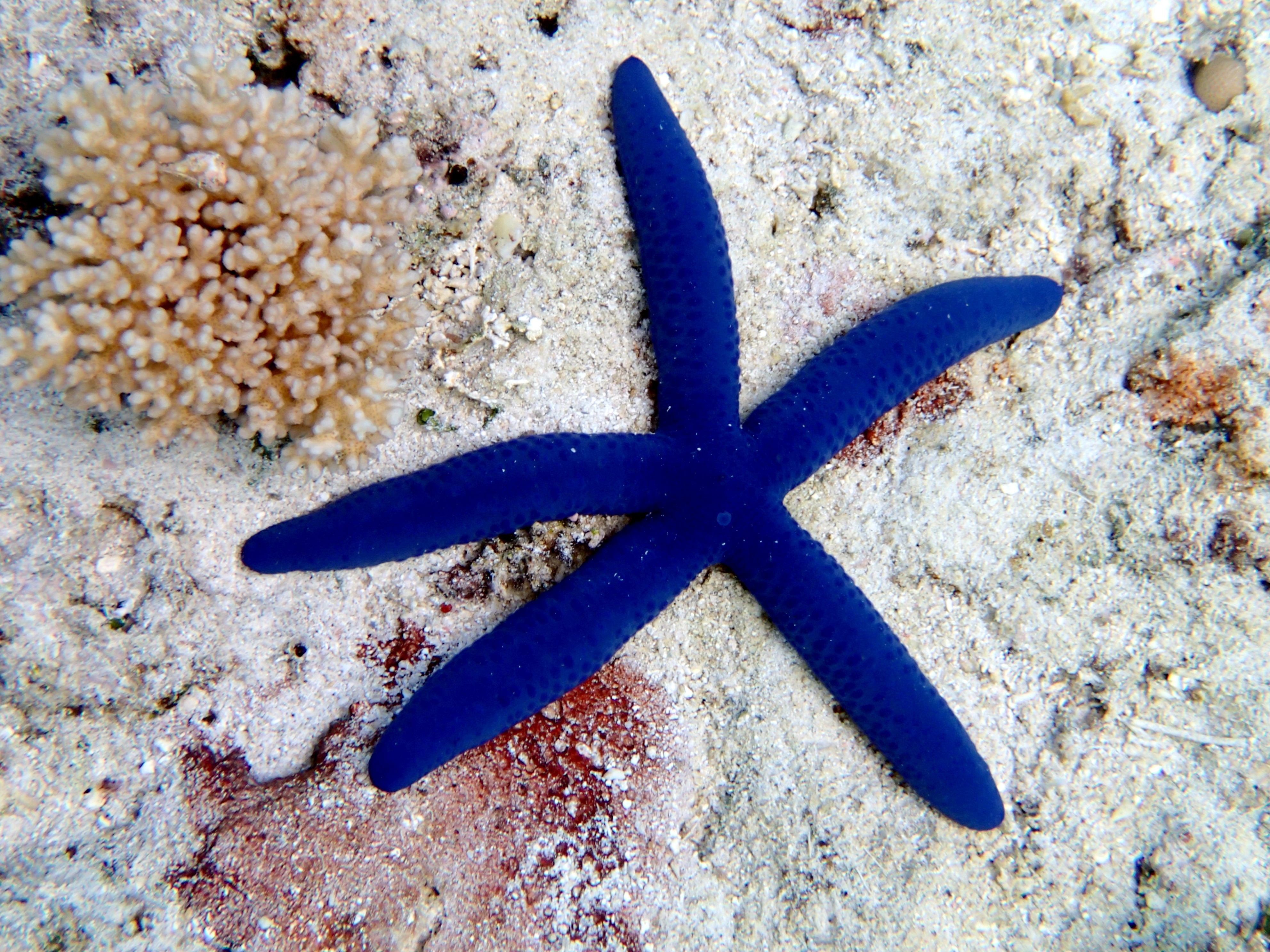
Linckia laevigata
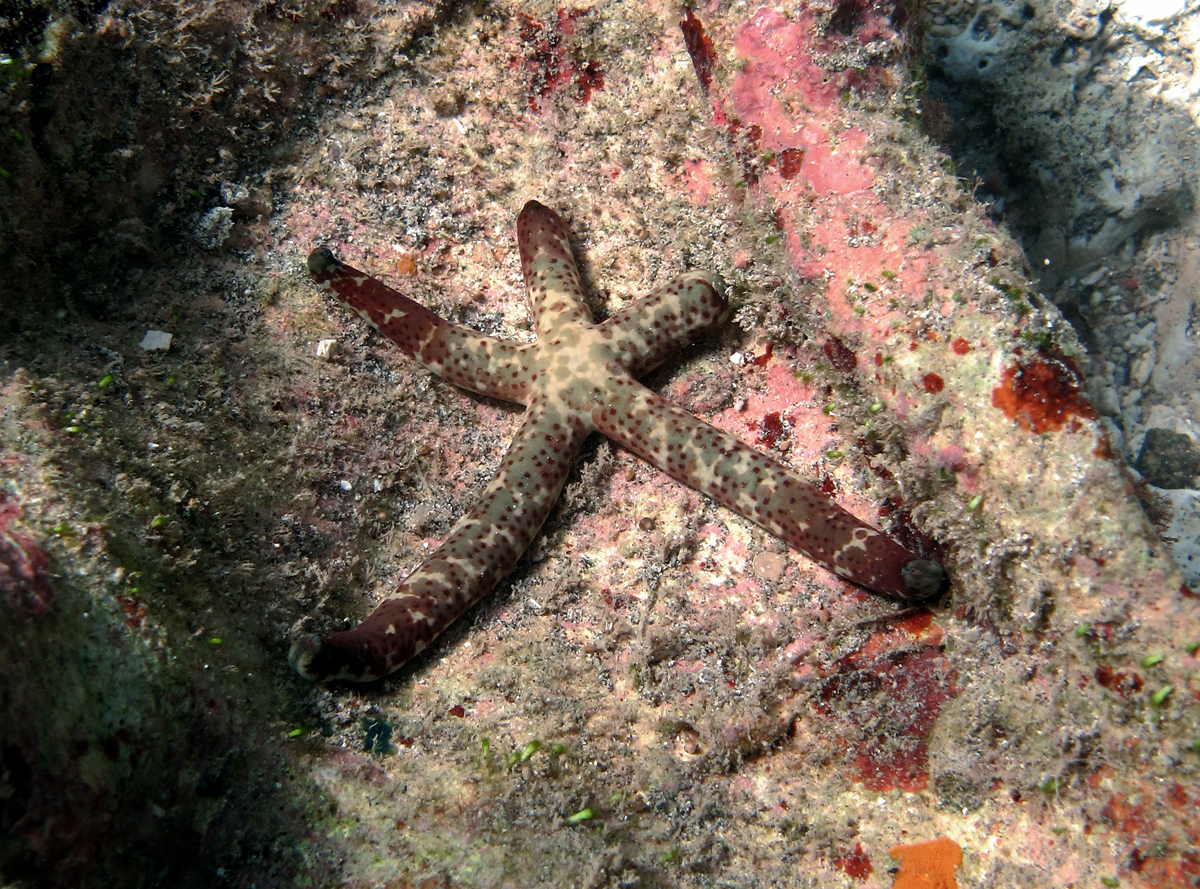
Linckia multifora
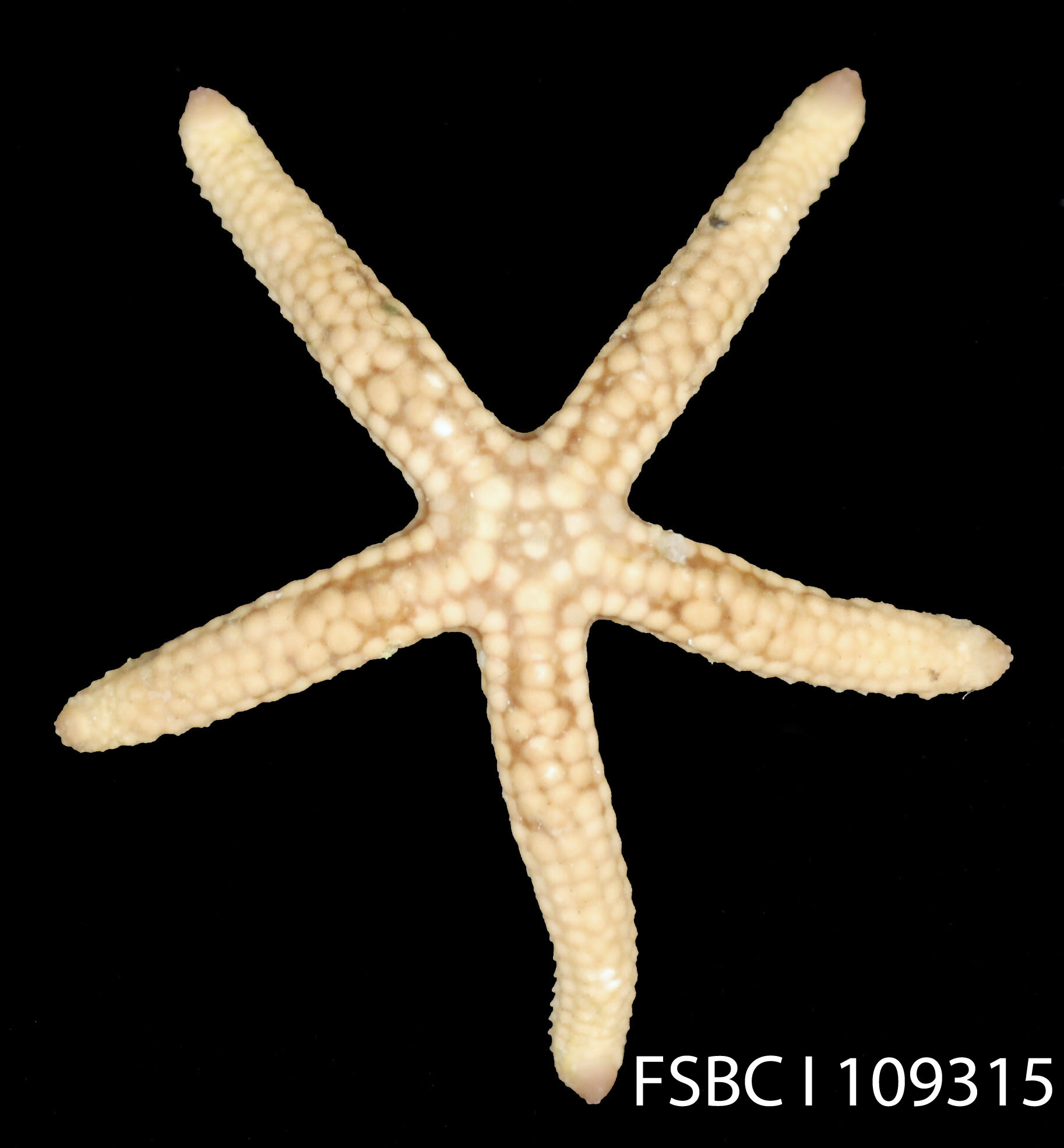
Linckia nodosa